# Vähäjärvi (sjö i Parkano, Birkaland)
Vähäjärvi är en sjö i kommunen Parkano i landskapet Birkaland i Finland. Arean är 35 hektar och strandlinjen är 4,57 kilometer lång. Sjön  ingår i Kumo älvs huvudavrinningsområde.   Den ligger omkring 55 kilometer nordväst om Tammerfors och omkring 220 kilometer norr om Helsingfors. 
I sjön finns ön Tervasaari. Vähäjärvi ligger väster om Vahojärvi. 